# Гюйс-1
Гюйс-1 — советская корабельная радиолокационная станция обнаружения воздушных целей. Являлась первой серийной корабельной РЛС производства советской промышленности.

## История
РЛС создана по заказу ВМФ в НИИ радиопромышленности коллективом под руководством К. В. Голева на основе опыта разработки РЛС «Редут-К». В марте 1944 года прототип РЛС под руководством С. П. Чернакова К. В. Голева был установлен на эсминце «Громкий». В апреле-июле 1944 года в Баренцевом море проводились испытания РЛС, которые подтвердили её соответствие тактико-техническим требованиям. На основе прототипа была разработана РЛС «Гюйс-1», которая уже в октябре-декабре того же года прошла боевую проверку на Северном флоте.
Дальность обнаружения для РЛС «Гюйс-1» составляла в зависимости от размеров корабля от 40 (тральщик) до 80 каб (линкор). Ошибка определения дальности составила 0,5—0,7 каб, азимута — 1,5—2°. Технические параметры «Гюйс-1» по сравнению с «Гюйс» не изменились: длина волны — 1,4—1,5 м, мощность — 60—80 кВт, частота вращения антенны — 3—5,5 об/мин.
Следующая модификация РЛС («Гюйс-1М») проходила испытания в ноябре-декабре 1944 года на эсминце «Строгий» Балтийского флота. Длина волны излучения этой модификации составляла 1,43 м, мощность — 80 кВт, масса аппаратуры — 174 кг. Основой передатчика служил двухтактный генератор на лампах НТ-90-Д, приемник — супергетеродинный с чувствительностью 4 мкВ. Излучатель представлял собой две антенны типа «волновой канал» с углом раствора диаграммы направленности в горизонтальной плоскости 22°. В качестве индикаторного устройства применялся индикатор на осциллографической трубке ЛО-709. РЛС предназначалась для обнаружения кораблей, самолётов и береговой линии, определения расстояния и курсового угла цели. Целевая платформа РЛС — малые корабли от эсминца и ниже.
Приказом Народного комиссара ВМФ Н. Г. Кузнецова от 27 января 1945 года РЛС «Гюйс-1М» была принята на вооружение.
До завершения Великой Отечественной войны советская промышленность передала флоту всего три таких станции (установлены на эскадренных миноносцах «Строгий», «Громкий» и «Рьяный»). После войны РЛС «Гюйс-1» и её модификациями вооружались корабли проектов 30-К, 30-бис и другие.
В процессе разработки НИИ проводил работы по ее усовершенствованию и дальнейшему повышению тактико-технических характеристик и различных узлов. Прежним коллективом института были созданы новая антенная система с новым редуктором вращения и постом дистанционного управления, антенный коммутатор для работ по методу равносигнальной зоны, обновленный механизм определения дистанции и дублер осциллографического индикатора для выносного поста наблюдения и т.п.
В результате этих работ в конце 1944 г. была создана модернизированная станция «Гюйс-1Б», обладавшая возможностью поиска и пеленгования целей из рубки радиооператора станции. Станция позволяла командиру корабля вести наблюдение и оценивать обстановку на море и в воздухе из рубки и давать целеуказания оператору о слежении за избранной целью.
Вся система управления станции и ее конструктивная компоновка позволяли обслуживать РЛС одному оператору.
В конце 1945 года модернизированная станция «Гюйс-1Б», прошла войсковые испытания в октябре—ноябре 1945 года на эсминце «Огневой» Черноморского флота. Дальность обнаружения самолетов на высоте 1500 м и выше составила 46 км, надводных целей — 3,6—16,5 км, ошибка по дальности — 110 м, по курсовому углу — 3,5°.

## Характеристики
- Рабочая частота — 214 МГц, 140 см.
- Мощность — до 80 кВт.
- Дальность обнаружения до 25 морских миль (46 км) на высоте 5000 м.
- Ошибки определения координат цели: по дальности ± 1100 м, по курсовому углу ± 5°.